# اسپاون (فیلم)
اِسپاون (به انگلیسی: Spawn) فیلمی آمریکایی در ژانر ابرقهرمانی ترسناک به نویسندگی آلن بی. مک‌اِلروی و کارگردانی مارک ای.زی. دیپه است که بر اساس شخصیتی خیالی به همین نام، از شرکت ایمیج کامیکس ساخته شده‌است. در این فیلم بازیگرانی همچون مایکل جای وایت، جان لگویزمائو، مارتین شین، تریسا رندل، نیکول ویلیامسون و دی بی سویینی ایفای نقش می‌کنند.
اسپاون توسط نیو لاین سینما در ۱ اوت ۱۹۹۷ در ایالات متحده اکران شد. فیلم با واکنش‌های منفی از سوی منتقدان همراه بود، و ۸۸ میلیون دلار در سراسر جهان فروش کرد در حالی که ۴۰ میلیون دلار بودجه ساخت آن بوده‌است.

## بازیگران
- مایکل جای وایت در نقش اسپاون
- جان لگویزمائو در نقش وایولیتر
- مارتین شین در نقش جیسون وین
- تریسا رندل در نقش واندا بلیک سیمونز
- نیکول ویلیامسون در نقش کالیئوسترو
- دی بی سویینی در نقش تری فیتزجرالد
- ملیندا کلارک در نقش جسیکا پیریست
- میکو هیوز در نقش زک
- مایکل پاپاجان در نقش گلن
- فرانک ولکر